# Sport i Kanada
Sport i Kanada förknippas för de flesta med ishockey. Kanadensarna själva säger ofta bara "hockey" om ishockey, och många tänker även på ishockey då någon nämner Kanada. Nationalsport var fram till 1994 lacrosse. Det året enades man om att göra lacrosse till Kanadas nationalsport för sommaren, och ishockey för vintern. 

## Bandy
Då organiserad bandy introducerades i USA under 1970-talet spred sig fenomenet även till USA:s norra granne, Kanada.

## Fotboll
Fotboll har gått om ishockey vad rör antalet utövare i Kanada, men ännu är ishockey den stora publiksporten.
I fotboll har Kanadas damer som bäst slutat på fjärde plats i VM, vilket skedde 2003 i USA. Kanadas herrar har som bäst deltagit i ett VM, vilket skedde 1986 i Mexiko då Kanada åkte ut i första omgången efter stryk i alla tre matcherna och totalt 0-5 i målskillnad.  Kanadas herrar chockade år 2000 motståndarna genom att vinna CONCACAF-mästerskapet.

## Ishockey
Ishockey är Kanadas stora publiksport. Både Kanadas herrar och Kanadas damer har haft stora framgångar, med VM- och OS-guld.

### Fotnoter
1. ↑  ”CONCACAF Championship, Gold Cup 2000” (på engelska). RSSSF. 10 mars 2000. http://www.rsssf.com/tables/00gc.html. Läst 29 juli 2014.